# Insulele Cook
Insulele Cook (engleză Cook Islands, maori: Kūki 'Āirani) este o țară insulară situată în Pacificul de Sud. Din punct de vedere politic este o republică parlamentară, asociat ca stat liber cu Noua Zeelandă. Cele 15 insule ale acestui stat au o suprafață totală de 240 km² și o populație de 19.000 de locuitori, din care majoritatea sunt maori. Cu toate acestea Zona economică exclusivă a insulelor are o suprafață de peste 1,8 milioane km² iar în Noua Zeelandă locuiesc peste 50.000 de locuitori care se consideră de origini Maori din Insulele Cook. Capitala insulelor Avarua, se află pe insula Rarotonga.

## Istoric
Primul european care a ajuns pe insula de nord Pukapuka în anul 1595 este spaniolul „ Alvaro de Mendaña de Neyra”. După el au urmat o serie de navigatori, printre care amiralul rus „Adam Johann von Krusenstern” care denumește insulele Cook în cinstea marelui navigator englez James Cook.